# Auriflama (kommun)
Auriflama är en kommun i Brasilien.   Den ligger i delstaten São Paulo, i den södra delen av landet, 600 km sydväst om huvudstaden Brasília. Antalet invånare är 14 205.
Följande samhällen finns i Auriflama:
- Auriflama

Omgivningarna runt Auriflama är huvudsakligen savann. Runt Auriflama är det ganska glesbefolkat, med 31 invånare per kvadratkilometer.